# Lou Rusoff
Lewis „Lou“ Rusoff (geboren 3. August 1911; gestorben 29. Juni 1963 in Los Angeles, Kalifornien) war ein kanadischer Drehbuchautor und Filmproduzent.

## Leben
Lou Rusoffs Familie stammte ursprünglich aus Russland und emigrierte 1911 ins kanadische Winnipeg. Er war das siebte von zehn Geschwistern und das erste Kind der Familie, dass in Kanada geboren wurde. Bereits früh zeigte er ein Interesse für Musik und Theater.
Rusoff veröffentlichte einige Western-Romane, bevor er sich der Sozialarbeit zuwandte. Er verantwortete das Jugendprogramm der Young Men′s Hebrew Association in Winnipeg. und fungierte auch als Leiter des BB Sommercamps, wo die Jugendlichen in einem Wettbewerb Musical- oder Performance-Auftritte schreiben, einstudieren und aufführen mussten. Parallel entstanden erste Drehbücher für das kanadische Radio und Fernsehen.
Nach der verheerenden Red-River-Flut 1950, bei der ein Großteil von Winnipeg überflutet und Rusoffs Haus zerstört wurden, zog er mit seiner Frau Suzanne und den beiden Söhnen nach Los Angeles. Dort wollte ihn sein Schwager Samuel Z. Arkoff überzeugen, dem gemeinsam mit James H. Nicholson gegründeten Unternehmen American International Pictures (AIP) als Partner beizutreten. Rusoff konnte das benötigte Geld dafür nicht aufbringen, arbeitete aber in der Folge als Drehbuchautor für das Unternehmen. In der Folge entstanden zahlreiche Drehbücher für AIP, die von Regisseuren wie Roger Corman, Edward L. Cahn und Alfred Shaughnessy verfilmt wurden. Ab 1957 war Rusoff auch als Produzent einiger Filme tätig.
Während der Arbeit am Drehbuch zum Film Beach Party wurde bei Rusoff ein Hirntumor diagnostiziert. Auf Bitten von Samuel Z. Arkoff übernahmen Robert Dillon und William Asher ungenannt die Fertigstellung des Drehbuchs. Den Kinostart des finalen Films erlebte Rusoff nicht mehr; er erlag wenige Tage zuvor seiner Krankheit. Nach dem Erfolg des Films drehte AIP in schneller Folge eine Reihe weiterer Beach-Party-Filme ab.
Rusoff hinterließ seine Frau und die beiden gemeinsamen Söhne. Einer seiner Söhne war der spätere Synchronsprecher und Schauspieler Ted Rusoff (1939–2013).

## Filmografie (Auswahl)
Drehbuchautor
- 1952–1953: Terry and the Pirates (Fernsehserie, 7 Episoden)
- 1953: Four Star Playhouse (Fernsehserie, 1 Episode)
- 1955: Heiße Colts und schnelle Pferde (Apache Woman)
- 1955: The Star and the Story (Fernsehserie, 2 Episoden)
- 1955: The Phantom from 10,000 Leagues
- 1955: Die letzten Sieben (Day the World Ended)
- 1956: Cavalcade of America (Fernsehserie, 1 Episode)
- 1956: Einer schoss schneller (The Oklahoma Woman)
- 1956: It Conquered the World
- 1956: Kampf der Hyänen (Girls in Prison)
- 1956: Geschöpf des Schreckens (The She-Creature)
- 1956: Runaway Daughters
- 1956: Shake, Rattle & Rock!
- 1957: Dragstrip Girl
- 1957: Die Nächte der Würgerin (Cat Girl)
- 1957: Lederjacken rechnen ab (Motorcycle Gang)
- 1958: Todesfalle Pazifik (Suicide Battalion)
- 1958: Hot Rod Gang
- 1958: Im Pazifik ist der Teufel los (Submarine Seahawk)
- 1959: Ghost of Dragstrip Hollow
- 1963: Beach Party

Filmproduzent
- 1957: Die Nächte der Würgerin (Cat Girl)
- 1958: Todesfalle Pazifik (Suicide Battalion)
- 1958: Hot Rod Gang
- 1959: Ghost of Dragstrip Hollow
- 1962: Panik im Jahre Null (Panic in Year Zero!)
- 1963: Sprengkommando Ledernacken (Operation Bikini)
- 1963: Beach Party